# Great Soccer
Great Soccer, também conhecido por Sports Pad Soccer, World Soccer, e ainda Super Futebol, é um jogo eletrônico de futebol lançado para o Sega Master System em 1987.
O game inaugurou a era 8 bits nos jogos eletrônicos de futebol, e foi o quarto jogo mais vendido do console no Brasil. Com um botão a mais do que seus antecessores, as coisas começaram a ficar mais interessante, como o fato de botões separados para passes rasteiros e altos.
Apesar de poder ser jogado com o joystick normal, o jogo foi desenvolvido para ser jogado com o Sega Sports Pad.

## Nomes
Dependendo da região onde foi vendido, o game recebeu diferentes nomes, a saber:
| País/Região    | Nome              | Ref.  |
| -------------- | ----------------- | ----- |
| Estados Unidos | Great Soccer      | [ 4 ] |
| Japão          | Sports Pad Soccer | [ 4 ] |
| Europa         | World Soccer      | [ 4 ] |
| Brasil         | Super Futebol     | [ 4 ] |